# Naturschutzgebiet Dünenkiefernwald am Langhagensee
Koordinaten: 53° 35′ 29,5″ N, 12° 12′ 3,6″ O
Das Naturschutzgebiet Dünenkiefernwald am Langhagensee ist ein 16 Hektar umfassendes Naturschutzgebiet in Mecklenburg-Vorpommern am Südufer des Langhagensees. Die nächstgelegene Ortschaft ist Wooster Teerofen einen Kilometer östlich. Die rechtliche Festsetzung erfolgte  am  1. Juni 1972 mit einer Erweiterung im Jahr 1996. Das Naturschutzgebiet dient dem Erhalt eines durch Beweidung geformten lichten Wacholder-Kiefernwaldes auf einer Binnendüne in der Wooster Heide.
Der Gebietszustand wird als gut eingeschätzt. Die zum Erhalt des Schutzziels notwendige Beweidung findet weiterhin, gefördert durch die Stiftung Umwelt und Naturschutz MV, statt. Weiter wird durch forstliche Eingriffe ein Bewalden der Flächen verhindert.
Das Schutzgebiet liegt im Naturpark Nossentiner-Schwinzer Heide und ist nach EU-Recht Bestandteil eines FFH- und Vogelschutzgebiets.
Ein ausgeschilderter Wanderweg ermöglicht ein Betreten des Gebiets.

## Geschichte
Das Schutzgebiet befindet sich auf einer nacheiszeitlich entstandenen Binnendüne, die sich hufeisenförmig um den Langhagensee zieht.
Ein Burgwall am Ostufer des Langhagensees weist auf eine Besiedlung des Gebiets in der Slawenzeit hin. Die östlich gelegene Ortschaft Wooster Teerofen wurde 1705 gegründet und geht auf eine Teerschwelerei und eine Büdnerei zurück. Auf der Wiebekingschen Karte aus dem Jahr 1786 ist das Gebiet als Aufforstung mit dem Namen Wooster Tannen erkennbar. Der Waldbereich lag bis zum Jahr 1918 im Eigentum des Klosters Dobbertin. Das Schutzgebiet wurde geprägt durch Beweidung in Hudewaldnutzung. Den Waldarbeiterfamilien und Förstern war es erlaubt, Rinder in den Wald zu treiben und unbeaufsichtigt weiden zu lassen. Zu DDR-Zeiten wurden die Kiefern geharzt, um Terpentin zu gewinnen. Nach Aufgabe der Beweidung erfolgte im Jahr 1992 eine Wiederaufnahme. Aktuell wird das Gebiet alle drei bis fünf Jahre beweidet.

## Pflanzen- und Tierwelt
Die prägenden Kiefern im Gebiet weist ein Alter von bis zu 160 Jahren auf. Untersetzt ist der Bestand mit Birken, Stiel- und Traubeneichen sowie Rotbuchen. Wacholder durchzieht die Flächen in einzelnen Gruppen. Weiterhin treten säurezeigende Pflanzen auf, wie Draht-Schmiele, Heidelbeere, Sand-Segge und Wald-Sauerklee.
Seit 1984 wird die Fledermausfauna intensiv im Rahmen eines Monitorings untersucht. Es wurden 9755 Rauhautfledermäuse und 5018 Wasserfledermäuse gezählt und 10000 Tiere beringt. Weitere Arten sind Fransenfledermaus, Großer Abendsegler und Braunes Langohr.
Hervorhebenswerte Vogelarten sind Schwarzspecht, Hohltaube und Schellente. Der Fischotter lebt im Gebiet.